# Distretto di Gomoa Ovest
Il Distretto di Gomoa Ovest è uno dei 22 distretti amministrativi della Regione Centrale, In Ghana. Il suo capoluogo è Apam.
Secondo il censimento del 2021, il distretto ha 129 512 abitanti.

## Storia
Il distretto è stato istituito nel 2008, dopo la soppressione del Distretto di Gomoa.